# Присмехулна кукабура
Присмехулната кукабура (Dacelo novaeguineae) е вид птица от семейство Земеродни рибарчета (Alcedinidae), подсемейство Halcyonidae.

## Разпространение и местообитание
Разпространен е в Австралия.